# Osaka Stock Exchange Building
L' Osaka Stock Exchange Building (大阪証券取引所ビル) est un gratte-ciel de 117 m de hauteur, construit dans l'arrondissement Chūō-ku à Osaka de 2002 à 2004. Il abrite des bureaux de la Bourse d'Osaka.
Il abrite des bureaux sur 24 étages pour une surface de plancher de 53,932 m² .
L'immeuble a été conçu par les sociétés Nikken Sekkei, et Mitsubishi Real Estate Co.,Ltd.